# Gouvernement de Mûelenaere
Royaume de Belgique
Lebeau I Goblet
C'est Joseph Lebeau qui recommande Félix de Mûelenaere à Léopold Ier pour le poste de chef de cabinet. Son gouvernement fut un gouvernement unioniste et exerça du 24 juillet 1831 au 20 octobre 1832.

## Composition
| Ministère                        | Nom                                                                  | Parti          |  |
| -------------------------------- | -------------------------------------------------------------------- | -------------- |  |
| Chef de cabinet                  | Félix de Mûelenaere                                                  | Catholique     |  |
| Ministre des Affaires étrangères | Félix de Mûelenaere                                                  | Catholique     |  |
| Ministre des Affaires étrangères | Albert Goblet d'Alviella (par intérim à partir du 17 septembre 1832) | Libéral        |  |
| Ministre de la Justice           | Jean-Joseph Raikem                                                   | Catholique     |  |
| Ministre de l'Intérieur          | Étienne de Sauvage                                                   | Libéral        |  |
| Ministre de l'Intérieur          | Charles de Brouckère (à partir du 3 août 1831)                       | Libéral        |  |
| Ministre de l'Intérieur          | Théodore Teichmann (par intérim à partir du 16 août 1831)            |                |  |
| Ministre de l'Intérieur          | Félix de Mûelenaere (par intérim à partir du 25 septembre 1831)      | Catholique     |  |
| Ministre de l'Intérieur          | Barthélémy de Theux de Meylandt (à partir du 21 novembre 1831)       | Libéral        |  |
| Ministre des Finances            | Jacques Coghen                                                       | Libéral        |  |
| Ministre de la Guerre            | Amédée de Failly                                                     | Sans étiquette |  |
| Ministre de la Guerre            | Constantin d'Hane-Steenhuyse (par intérim à partir du 5 août 1831)   |                |  |
| Ministre de la Guerre            | Charles de Brouckère (à partir du 16 août 1831)                      | Libéral        |  |
| Ministre de la Guerre            | Félix de Mérode (par intérim à partir du 15 mars 1832)               |                |  |
| Ministre de la Guerre            | Louis Évain (par intérim à partir du 20 mai 1832)                    |                |  |
| Ministre sans portefeuille       | Joseph Lebeau (du 4 au 26 août 1831)                                 | Libéral        |  |
| Ministre sans portefeuille       | Félix de Mérode (à partir du 12 novembre 1831)                       |                |  |